# Ernst Baumeister
Ernst Baumeister est un footballeur et entraîneur autrichien né le 22 janvier 1957 à Vienne.

## Biographie

### En sélection
- 39 sélections et 1 but avec l'équipe d'Autriche de 1978 à 1988.

## Carrière

### Joueur
- ?-1974 :  SV Wienerfeld
- 1974-1987 :  Austria Vienne
- 1987-1989 :  Admira Wacker
- 1989-1990 :  Kremser SC
- 1990-1992 :  LASK Linz
- 1993-1996 :  SV Traun

### Entraîneur
- 1993-1996 :  SV Traun
- 1996-1998 :  BNZ Linz
- 1998-2000 :  Austria Vienne II
- 2000 :  Austria Vienne (intérim)
- 2000-2001 :  Austria Vienne II
- 2001 :  Austria Vienne (adjoint)
- 2002 :  ASKÖ Pasching (adjoint)
- 2002 :  FC Gratkorn
- 2003 :  Autriche -19 ans (adjoint)
- 2004 :  SC Untersiebenbrunn
- 2005-2006 :  Admira Wacker II
- 2005-2006 :  Admira Wacker (adjoint)
- 2006-2007 :  Admira Wacker
- 2008 :  Admira Wacker
- 2009-2013 :  Union Mauer
- 2014-2015 :  ASV Draßburg
- 2015-2016 :  Admira Wacker
- 2016-2017 :  Admira Wacker II (adjoint)
- 2017-2018 :  Admira Wacker

## Palmarès
- Coupe d'Europe des vainqueurs de coupe (0)
  - Finaliste: 1978.
- Championnat d'Autriche (8)
  - Vainqueur: 1976, 1978, 1979, 1980, 1981, 1984, 1985, 1986.
- Coupe d'Autriche (4)
  - Vainqueur: 1977, 1980, 1982, 1986.